# Rio Borca
O Rio Borca é um rio da Romênia afluente do Rio Bistriţa, localizado no distrito de Neamţ.